# 東邦大学医療センター佐倉病院
東邦大学医療センター佐倉病院（とうほうだいがくいりょうセンターさくらびょういん、英語: Toho University Sakura Medical Center）は、千葉県佐倉市下志津に所在する医療機関。東京都大田区に大学本部がある学校法人東邦大学が運営している総合病院。1991年（平成3年）に開院された。災害拠点病院に承認されている。2016年（平成28年）に地域医療支援病院に承認された。病床数は一般病床451床。略称は東邦大佐倉。

## 沿革
- 1991年（平成3年） - 東京都大田区に大学本部がある学校法人東邦大学により開院された。
- 2016年（平成28年） - 地域医療支援病院に承認された。

## 診療科
- 内科
- 内科（呼吸器）
- 内科（脳神経）
- 内科（腎臓）
- 内科（膠原病）
- 内科（循環器）
- 内科（消化器）
- 内科（糖尿病・内分泌・代謝）
- 内科（血液）
- メンタルヘルスクリニック
- 小児科
- 外科
- 外科（消化器外科）
- 外科（呼吸器外科）
- 外科（心臓血管外科）
- 外科（乳腺外科）
- 脳神経外科
- 整形外科
- 産婦人科
- 皮膚科
- 泌尿器科
- 眼科
- 耳鼻咽喉科
- 放射線科
- 麻酔科
- 形成外科
- 病理診断科・病院病理部

## 医療機関の指定等
- 保険医療機関指定病院
- 二次救急告示病院
- 地域医療支援病院
- 災害拠点病院
- 労働災害保険指定病院
- 生活保護法指定病院
- 身体障害者福祉法指定病院
- 結核予防法指定病院
- 母体保護法指定病院
- 原子爆弾被爆者一般疾病指定病院
- 育成医療指定病院
- 更生医療指定病院
- 養育医療指定病院
- 地域周産期母子医療センター
- 認知症疾患医療センター

## 交通アクセス
- 京成本線・山万ユーカリが丘線（新交通システム）ユーカリが丘駅南口からちばグリーンバスの東邦大学佐倉病院正面玄関前行きで約7分、終点で下車。
- JR東日本 総武本線四街道駅北口の3番バス停からちばグリーンバスの東邦大学佐倉病院正面玄関前行きで約20分。終点で下車。
- 京成本線 臼井駅南口から佐倉市コミュニティバスを利用し「ユーカリが丘駅行き」で東邦大学佐倉病院バス停から徒歩1分。
- 京成本線志津駅南口から、ちばグリーンバスを利用し「京成臼井駅行き」又は「田町車庫行き」または「JR佐倉駅行き」で東邦病院前バス停から徒歩1分
- 京成本線臼井駅南口から、ちばグリーンバスを利用し「京成志津駅行き」で東邦病院前バス停から徒歩1分

## 系列病院
- 東邦大学医療センター大森病院（東京都大田区）
- 東邦大学医療センター大橋病院（東京都目黒区）